# Pius Segmüller

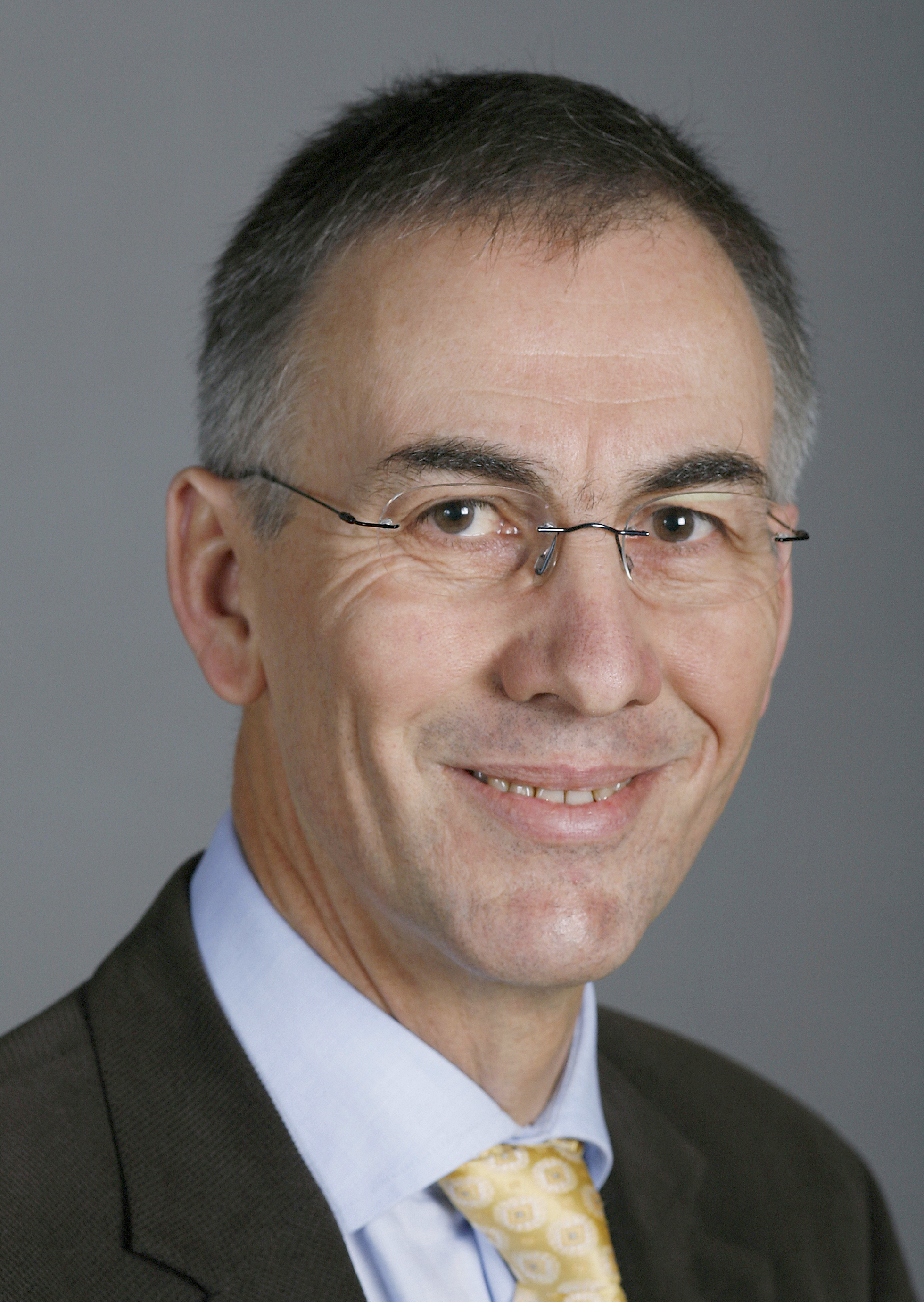
Pius Segmüller

Pius Segmüller (* 8. März 1952 in St. Gallen) war von 1998 bis 2002 der 32. Kommandant der Päpstlichen Schweizergarde. Von 2007 bis 2011 sass er im Nationalrat für die CVP.

## Leben
Segmüller wuchs in Emmen bei Luzern auf und besuchte das Gymnasium St. Klemens in Ebikon. Die Matura absolvierte er an der Kantonsschule Luzern. Der in Zürich ausgebildete Sekundarlehrer arbeitete zuerst im Kanton Uri als Lehrer, wurde dann Instruktionsoffizier der Rettungstruppen im Militärdepartement VBS, Kongressmanager beim Pharma-Konzern Sandoz (heute Novartis), Stellvertretender Vorsteher des Amtes für Bevölkerungsschutz und Katastrophenhilfe des Kantons Bern und schliesslich Polizeioffizier der Stadtpolizei St. Gallen. Für seinen grossen Hilfseinsatz beim Bergsturz im Jahre 1991 in Randa erhielt er von der Walliser Gemeinde das Ehrenbürgerrecht.
Bei der Schweizergarde wurde Segmüller nach dem Tode des vorherigen Kommandanten Alois Estermann zu dessen Nachfolger ernannt. Er wurde am 25. Mai 1998 zum 32. Kommandant der Schweizergarde ernannt. Insgesamt gab es 29 Bewerbungen. Segmüller richtete in der Schweiz eine Informations- und Rekrutierungsstelle ein, ernannte einen Medienverantwortlichen und intensivierte die Aus- und Weiterbildung der Gardisten. Das strengere Auswahlverfahren sowie die Intensivierung der Kaderausbildung – etwa durch einen beigezogenen Instruktor der Schweizer Armee – gehören zu den wichtigsten Neuerungen Segmüllers. Im Jahr 2002 trat er aus familiären Gründen zurück und wurde durch Elmar Mäder abgelöst. Danach war Segmüller bis 2006 Kommandant der Stadtpolizei Luzern. Weiter ist Segmüller Sicherheitsberater des Weltfussballverbandes.
Bei den Wahlen 2007 wurde er für die Christlichdemokratische Volkspartei des Kantons Luzern in den Nationalrat gewählt. 2011 verpasste er dann die Wiederwahl.
Im Jahre 2009 gründete Pius Segmüller die Swissec AG, deren Inhaber und Geschäftsführer er bis 2012 war. Danach erhielt er vom VBS das Mandat zum Aufbau der Ombudsstelle der Schweizer Armee. Auf den 1. Juli 2012 wurde er in der Schweizer Armee zum Chef Schiesswesen und ausserdienstliche Tätigkeiten (SAT) ernannt.
Segmüller ist seit 2006 Mitglied des Stiftungsrates der Fondation 1792, welche die freundschaftliche Beziehung zwischen Frankreich und der Schweiz fördert und pflegt.
Segmüller wohnt in Luzern, ist verheiratet und hat zwei Kinder, eine Tochter und einen Sohn.

## Ehrungen
- 2000: Komtur mit Stern des Päpstlichen Ritterordens des heiligen Gregors des Großen[4]
- 2002: Komtur mit Stern des Päpstlichen Piusordens[5]